# 测听器
测听器是一種用於評估聽力水平的設備。测听器是醫院耳鼻喉科診室的必備設備。它一般由振荡器、放大器、衰减器、耳机组成。醫生用該設備鉴别患者是否耳聋。